# Шурга (Шоруньжинское сельское поселение)
Шурга (мар. Шӱргӧ) — деревня в Моркинском районе Республики Марий Эл России. Входит в состав Шоруньжинского сельского поселения. Население 108 (2010) человек

## Общая физико-географическая характеристика
Географическое положение
По автомобильным дорогам расстояние до республиканского центра города Йошкар-Олы составляет 130 км, до районного центра посёлка городского типа Морки — 38 км.
Часовой пояс
Шурга, как и вся Республика Марий Эл, находится в часовой зоне МСК (московское время). Смещение применяемого времени относительно UTC составляет +3:00.

## Население
| 2010 |
| ---- |
| 108  |

Национальный состав
Согласно результатам переписи 2002 года, в национальной структуре населения мари составляли 99% из 150 человека.